# Леэ (Дитмаршен)
Леэ (нем. Lehe) — община в Германии, в земле Шлезвиг-Гольштейн. Первое упоминание о населённом пункте относят к 1231.
Входит в состав района Дитмаршен. Подчиняется управлению КЛьГ Лунден. Занимает площадь 18,63 км².
Коммуна подразделяется на 5 сельских округов.

## Население
Население составляет 1063 человека (на 31 декабря 2010 года).
| Год  | Численность | Численность |
| ---- | ----------- | ----------- |
| 1975 | 1078        | [ 5 ]       |
| 2014 | 1063        | [ 1 ]       |
| 2017 | 1093        | [ 2 ]       |
| 2019 | 1100        | [ 6 ]       |
| 2021 | 1082        | [ 7 ]       |
| 2022 | 1079        | [ 8 ]       |
| 2023 | 1063        | [ 3 ]       |